# Walter Schellenberg
Walter Friedrich Schellenberg (Saarbrücken, 16 januari 1910 – Turijn, 31 maart 1952) was een Duitse SS-Brigadeführer en Generalmajor in de Waffen-SS en werkzaam bij het Reichssicherheitshauptamt op Amt III (Sicherheitsdienst).
In 1939 was Schellenberg betrokken bij het Venlo-incident. Een aantal dagen na het Venlo-incident werd Schellenberg onderscheiden met het IJzeren Kruis 1e en 2e klasse. In datzelfde jaar was Schellenberg verantwoordelijk voor de totstandkoming van het spionagebordeel Salon Kitty.
Schellenberg stelde in 1940 de Sonderfahndungliste GB op. Op deze lijst, ook wel het zwarte boek genoemd, stonden 2.820 namen van Britse personen en Europese bannelingen, die naar het Verenigd Koninkrijk waren gevlucht. Al deze personen moesten direct na het slagen van Operatie Seelöwe worden gearresteerd of uitgeschakeld.
In mei 1941 organiseerde Schellenberg de uitvoering van het akkoord tussen Reinhard Heydrich, chef van het Reichssicherheitshauptamt, en generaal Wagner, betreffende de inzet van de Einsatzgruppen. In 1942 volgde hij Heinz Jost op als hoofd van Amt VI (Buitenlandse inlichtingen) van het Reichssicherheitshauptamt.
Op 21 juli 1944 werd Schellenberg bevorderd tot SS-Brigadeführer und Generalmajor der Polizei. Hij werd aan de staf van Heinrich Himmler toegevoegd en werd diens vertrouwensman. In februari, maart en april 1945 organiseerde hij geheime ontmoetingen tussen Himmler en graaf Folke Bernadotte, de vicedirecteur van het Zweedse Rode Kruis. Deze gesprekken dienden om een afzonderlijke vrede tussen de Westerse geallieerden en Duitsland te bewerkstelligen. Ze liepen op niets uit omdat het Westen weigerde zaken te doen met Himmler, die medeverantwoordelijk was voor de genocide op de Joden en alleen een onvoorwaardelijke overgave van Duitsland wilde accepteren.
Schellenberg werd in juni 1945 gearresteerd. Tijdens zijn gevangenschap schreef hij zijn memoires. Een militair tribunaal in Neurenberg veroordeelde hem in 1949 tot een gevangenisstraf van zes jaar, maar om gezondheidsredenen werd hij al in 1951 vrijgelaten. Coco Chanel, die na de bevrijding van Parijs naar Zwitserland was gevlucht, stelde Schellenberg financieel in staat met zijn vrouw in Zwitserland te verblijven. Nadat hij door de Zwitserse autoriteiten was uitgewezen, vestigde hij zich onder de naam Louis Kowalki te Pallanza. Ook zijn behandeling van een leverkwaal werd door Chanel betaald. Schellenberg overleed een jaar na zijn vrijlating aan de gevolgen van kanker.

## Privéleven
Nadat hij op 2 februari 1938 toestemming kreeg trouwde Schellenberg op 25 mei 1938 met Käthe Kortekamp (geboren 1907 in Bonn). Hij scheidde op 31 december 1939 van haar, en hertrouwde op 10 oktober 1940 met Irene Grosse-Schönepauck (geboren 1919); het echtpaar kreeg drie kinderen: een zoon en twee dochters.

## Carrière
Schellenberg bekleedde verschillende rangen in zowel de Allgemeine-SS als Waffen-SS. De volgende tabel laat zien dat de bevorderingen niet synchroon liepen.
| Datums                                               | Allgemeine-SS          | Politie                    | Overheid           | Waffen-SS                    |
| ---------------------------------------------------- | ---------------------- | -------------------------- | ------------------ | ---------------------------- |
| 1 april 1933                                         | SS-Anwärter            | —                          | —                  | —                            |
| 10 januari 1934                                      | SS-Mann                | —                          | —                  | —                            |
| 17 oktober 1934                                      | SS-Sturmmann           | —                          | —                  | —                            |
| 15 januari 1935                                      | SS-Rottenführer        | —                          | —                  | —                            |
| 15 mei 1935                                          | SS-Unterscharführer    | —                          | —                  | —                            |
| 9 november 1935                                      | SS-Scharführer         | —                          | —                  | —                            |
| 13 september 1936                                    | SS-Oberscharführer     | —                          | —                  | —                            |
| 1 januari 1937                                       | —                      | —                          | Regierungsassessor | —                            |
| 13 april 1937 (met ingang van 20 april 1937)         | SS-Untersturmführer    | —                          | —                  | —                            |
| Midden 1937                                          | —                      | —                          | Regierungsrat      | —                            |
| 22 januari 1938 (met ingang van 30 januari 1938)     | SS-Obersturmführer     | —                          | —                  | —                            |
| 30 augustus 1938 (met ingang van 1 augustus 1938)    | SS-Hauptsturmführer    | —                          | —                  | —                            |
| 30 januari 1939                                      | SS-Sturmbannführer     | —                          | —                  | —                            |
| 29 september 1939                                    | —                      | —                          | Oberregierungsrat  | —                            |
| 1 september 1941                                     | SS-Obersturmbannführer | —                          | —                  | —                            |
| 1942                                                 | —                      | —                          | Ministerialrat     | —                            |
| 21 juni 1942 (op direct bevel van Himmler bevorderd) | SS-Standartenführer    | —                          | —                  | —                            |
| 15 juni 1943 (met ingang van 21 juni 1943)           | SS-Oberführer          | —                          | —                  | —                            |
| 28 oktober 1943                                      | —                      | Oberst der Polizei         | —                  | —                            |
| 23 juni 1944 (met ingang van 21 juni 1944)           | SS-Brigadeführer       | —                          | —                  | —                            |
| 1 december 1944                                      | —                      | Generalmajor in de politie | —                  | Generalmajor in de Waffen-SS |
| 4 mei 1945                                           | —                      | —                          | Gesandter          | —                            |

## Lidmaatschapsnummers
- NSDAP-nr.: 3 504 508[15] (lid geworden 1 april 1933[5][17][18])
- SS-nr. 124 817[15] (lid geworden 1 april 1933[5][18])

## Decoraties
- Sportinsigne van de SA in brons[5][19][16]
- Julleuchter der SS[19] in december 1937[5][16]
- Ehrendegen des Reichsführers-SS[19] in 1938[16]
- Medaille ter Herinnering aan de 13e Maart 1938[5][16]
- IJzeren Kruis 1939, 1e Klasse en 2e Klasse (beide op 12 november 1939[5] door Hitler persoonlijk uitgereikt[19][16])
- Anschlussmedaille met gesp „Prager Burg“[19] in 1940[5][16]
- Kruis voor Oorlogsverdienste, 1e Klasse[19] (1 september 1944[5][16]) en 2e Klasse[19][16]
- SS-Ehrenring[19][16]